# Verbindungskurve Dörfles-Esbach
| Streckennummer (DB): | 5126                 |                             |                             |
| Streckenlänge: | 1,462 km             |                             |                             |
| Spurweite: | 1435 mm (Normalspur) |                             |                             |
| Streckenklasse: | D4                   |                             |                             |
| Stromsystem: | 15 kV, 16,7 Hz ~     |                             |                             |
| Streckengeschwindigkeit: | 100 km/h             |                             |                             |
| |                      |                             |                             |
| \| \| \| von Coburg \| \| \| \| 0,000 \| Herzogsweg Abzw \| Herzogsweg Abzw \| \| \| \| nach Ernstthal am Rennsteig \| \| \| \| \| Bundesautobahn 73 \| \| \| \| \| von Eltersdorf \| \| \| \| 1,462 \| Esbacher See Abzw \| Esbacher See Abzw \| \| \| \| nach Leipzig Hbf \| \| |                      |                             |                             |
| Strecke |                      | von Coburg                  | von Coburg                  |
| Blockstelle | 0,000                | Herzogsweg Abzw             | Herzogsweg Abzw             |
| Abzweig geradeaus und nach rechts |                      | nach Ernstthal am Rennsteig | nach Ernstthal am Rennsteig |
| Strecke mit Straßenbrücke |                      | Bundesautobahn 73           | Bundesautobahn 73           |
| Abzweig geradeaus und von rechts |                      | von Eltersdorf              | von Eltersdorf              |
| Blockstelle | 1,462                | Esbacher See Abzw           | Esbacher See Abzw           |
| Strecke |                      | nach Leipzig Hbf            | nach Leipzig Hbf            |

Die Verbindungskurve Dörfles-Esbach (auch Verbindungskurve Coburg Nord oder Nordkurve) ist eine Eisenbahn-Verbindungskurve des Verkehrsprojekts Deutsche Einheit Nr. 8 nördlich von Coburg.
Die rund einen Kilometer lange Strecke verbindet die Neubaustrecke Ebensfeld–Erfurt mit der Bahnstrecke Coburg–Ernstthal am Rennsteig in Richtung Coburg. Sie dient damit, zusammen mit der Verbindungskurve Niederfüllbach, der Anbindung des Bahnhofs Coburg an die Neubaustrecke.
Die Strecke wurde zum Fahrplanwechsel im Dezember 2017 in Betrieb genommen und zunächst täglich von drei Fernverkehrszügen pro Tag und Richtung befahren. Seit Juni 2024 werden auch fünf Zugpaare des Regionalverkehrs über die Strecke geführt. Zusammen mit den ICE ergibt sich daraus eine direkte Verbindung über die Verbindungskurve Dörfles-Esbach zwischen Coburg und Erfurt etwa alle zwei Stunden.

## Verlauf
Die Verbindungskurve fädelt beim Abzweig Herzogsweg am Streckenkilometer 4,370 nordöstlich von Coburg aus der Bahnstrecke Coburg–Ernstthal am Rennsteig aus. Die Trasse geht anschließend in einen Linksbogen mit einer Steigung von bis zu 28 Promille, überquert auf einer Brücke den Herzogsweg und unterquert die Bundesautobahn 73 sowie eine Gemeindeverbindungsstraße in einem 153 Meter langen, tunnelartigen Kreuzungsbauwerk. Sie erreicht anschließend eine Parallellage zur Neubaustrecke und fädelt schließlich, nördlich der Itztalbrücke, beim Abzweig Esbacher See in die Schnellfahrstrecke Richtung Erfurt ein. Ein Weichentrapez (doppelter Gleiswechsel mit vier Weichen) ermöglicht anschließend den Übergang ins Richtungsgleis nach Erfurt.
Die Verbindungskurve ist mit 100 km/h befahrbar. Die zulässigen Geschwindigkeiten im Anschluss an die Einfädelungsbereiche betragen auf der Neubaustrecke 300 km/h, auf der Bahnstrecke Coburg–Ernstthal am Rennsteig zunächst 100 km/h und im Bereich des anschließenden Haltepunktes Dörfles-Esbach 90 km/h.
Die Verbindungskurve umfasst rund 1,46 km Gleis sowie etwa 20 Oberleitungsmaste. An der Strecke ist eine rund 575 m lange Lärmschutzwand vorhanden.

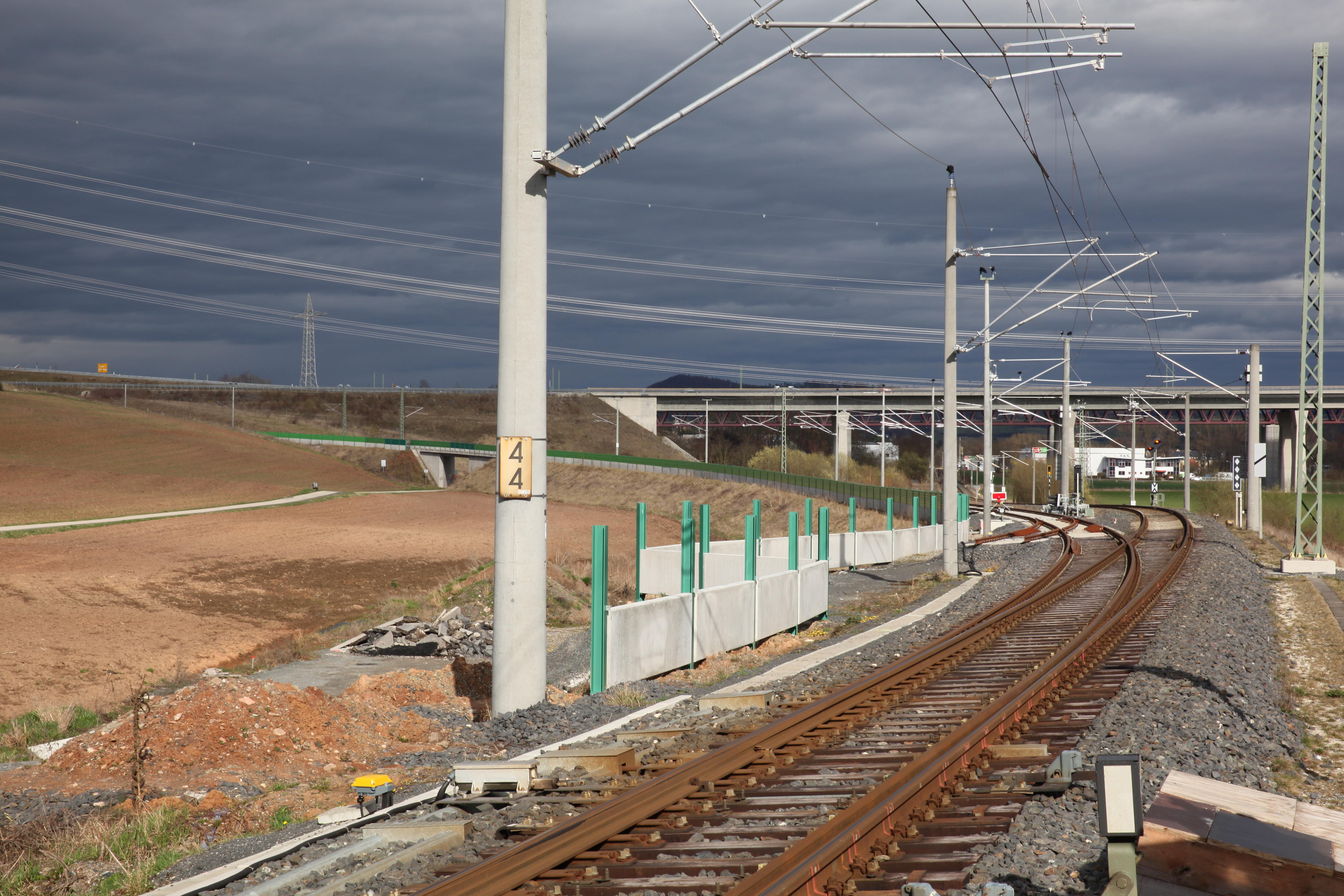
Herzogsweg Abzw an der Bahnstrecke Coburg–Ernstthal am Rennsteig
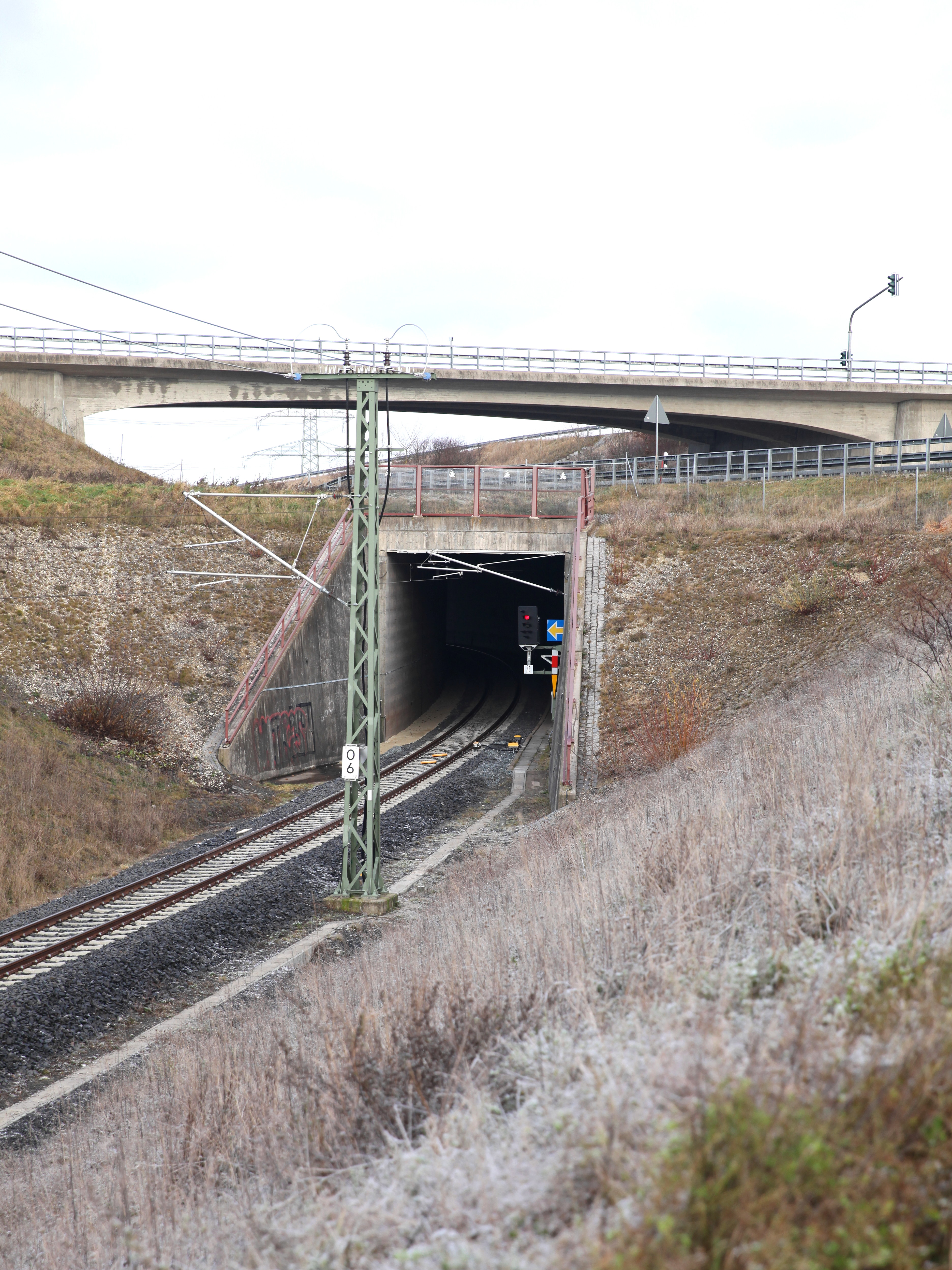
Kreuzungsbauwerk mit Bundesautobahn 73 und Kreisstraße CO29
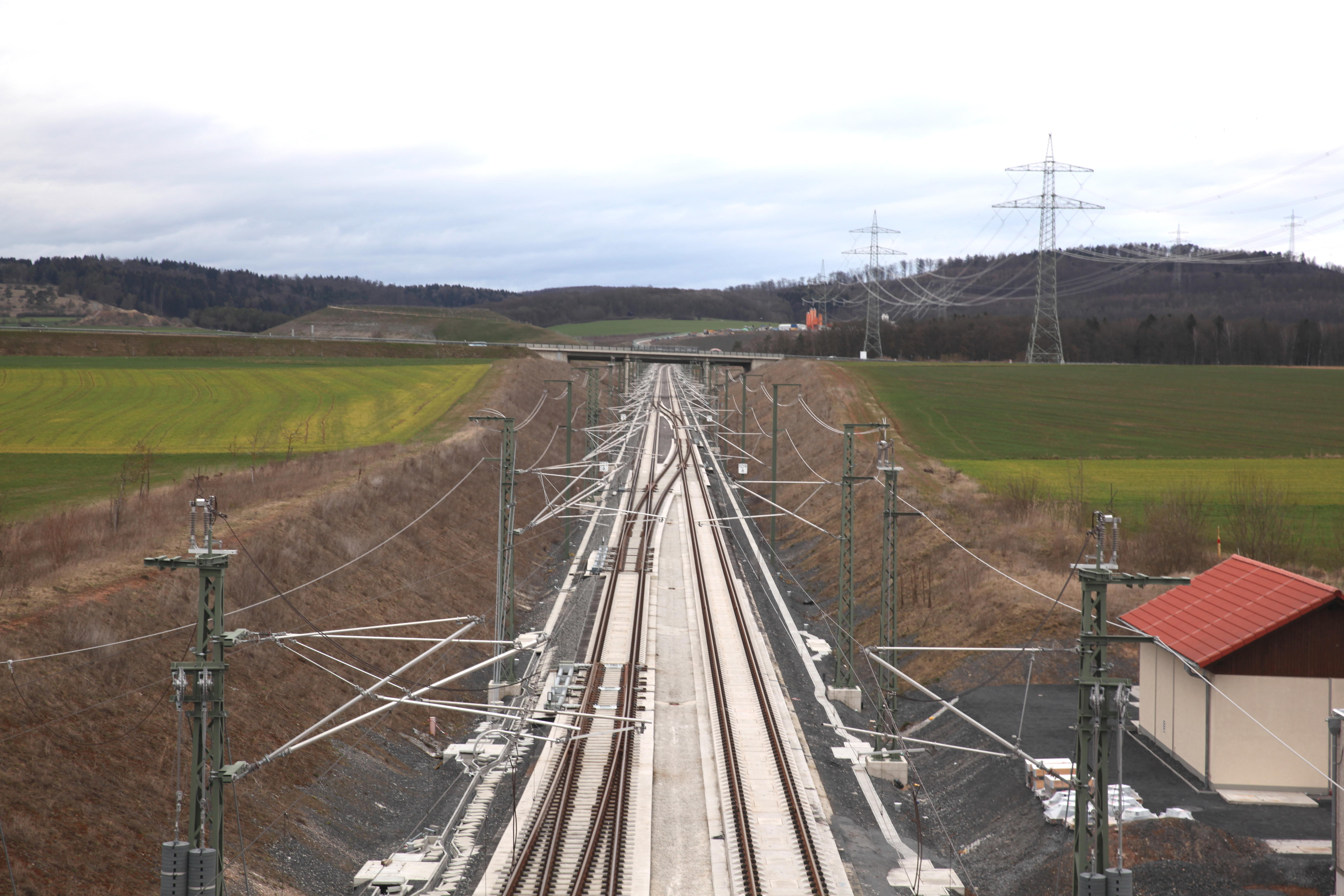
Esbacher See Abzw, mit Weichentrapez
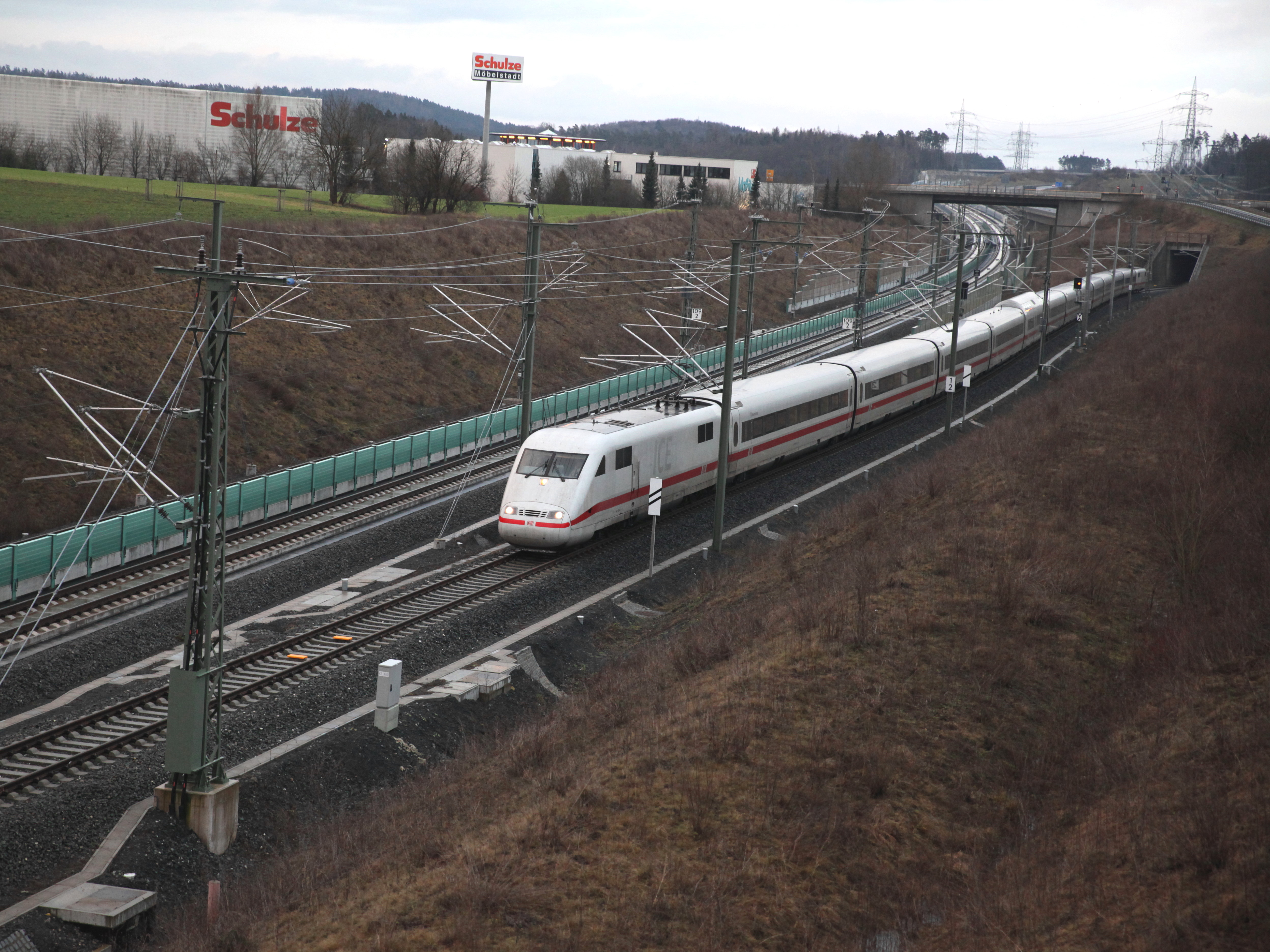
ICE 1 auf der Fahrt von Coburg nach Erfurt

Die Trassierung im Grundriss verläuft im Anschluss an die Bestandsstrecke in wechselnden Bogenradien von 700, 900, 540 und 500 Metern. Vor Einfädelung in die Neubaustrecke wechseln sich kurze Bögen von 1500 und 1200 m Radius mit kurzen Geraden ab.

## Geschichte

### Planung
1995 war die Verbindungskurve noch weitgehend zweigleisig geplant. An die jeweils eingleisige Anbindung an Bestand und Neubaustrecke sollten sich jeweils eine weitere Weiche zur Ein- bzw. Ausfädelung eines zweiten Gleises anschließen.
Sie war Bestandteil des Bauabschnitts 1.2 („Anbindung Coburg“) im Projektabschnitt 3 der Neubaustrecke. Der Planfeststellungsbeschluss erging am 10. Juni 1996, die Finanzierungsvereinbarung wurde am 10. November 1997 geschlossen.

### Bau
Das Kreuzungsbauwerk mit der Bundesautobahn 73 wurde 2004/2005 im Rahmen einer Bauvorleistung errichtet. Der Bau der Strecke wurde im September 2012 europaweit ausgeschrieben. Der Bauvertrag sollte von Februar bis Dezember 2013 laufen.
Vom 21. bis 23. Juni 2013 wurde die Kurve an die Bahnstrecke Coburg–Ernstthal am Rennsteig angeschlossen. Dabei wurden 1,3 km Gleis und eine Weiche verlegt.
Seit Herbst 2013 wurde Material für den Gleisbau und die Streckenausrüstung über die Kurve auf die Neubaustrecke transportiert.
Die 120-Meter-Langschienen für die Strecke wurden per Bahn nach Coburg Güterbahnhof transportiert. Von dort wurden sie über die Bahnstrecke Coburg–Ernstthal am Rennsteig und die Verbindungskurve auf die Neubaustrecke gebracht und auf ein Spezialfahrzeug mit 31 Achsen geladen.
Die beiden Coburger Verbindungskurven sollten ab Anfang 2017 in das erweiterte Stellwerk Coburg, das sich auf dem Gelände des ehemaligen Güterbahnhofs befindet, integriert werden. Der Auftrag zur Erweiterung des 2008 in Betrieb genommenen Stellwerks wurde 2015 für 3,3 Millionen Euro vergeben.
Im Rahmen einer vom 3. bis 18. Juni 2017 laufenden Sperrung der Bestandsstrecke folgte die bahntechnische Inbetriebnahme der Verbindungskurve. Zur stellwerkstechnischen Einbindung der Verbindungskurve waren für den 29. September 2017 Testfahrten durchgeführt worden.
Die Kosten für die Anbindung des Bahnhofs Coburg an die Neubaustrecke werden mit insgesamt 30 Millionen Euro beziffert.

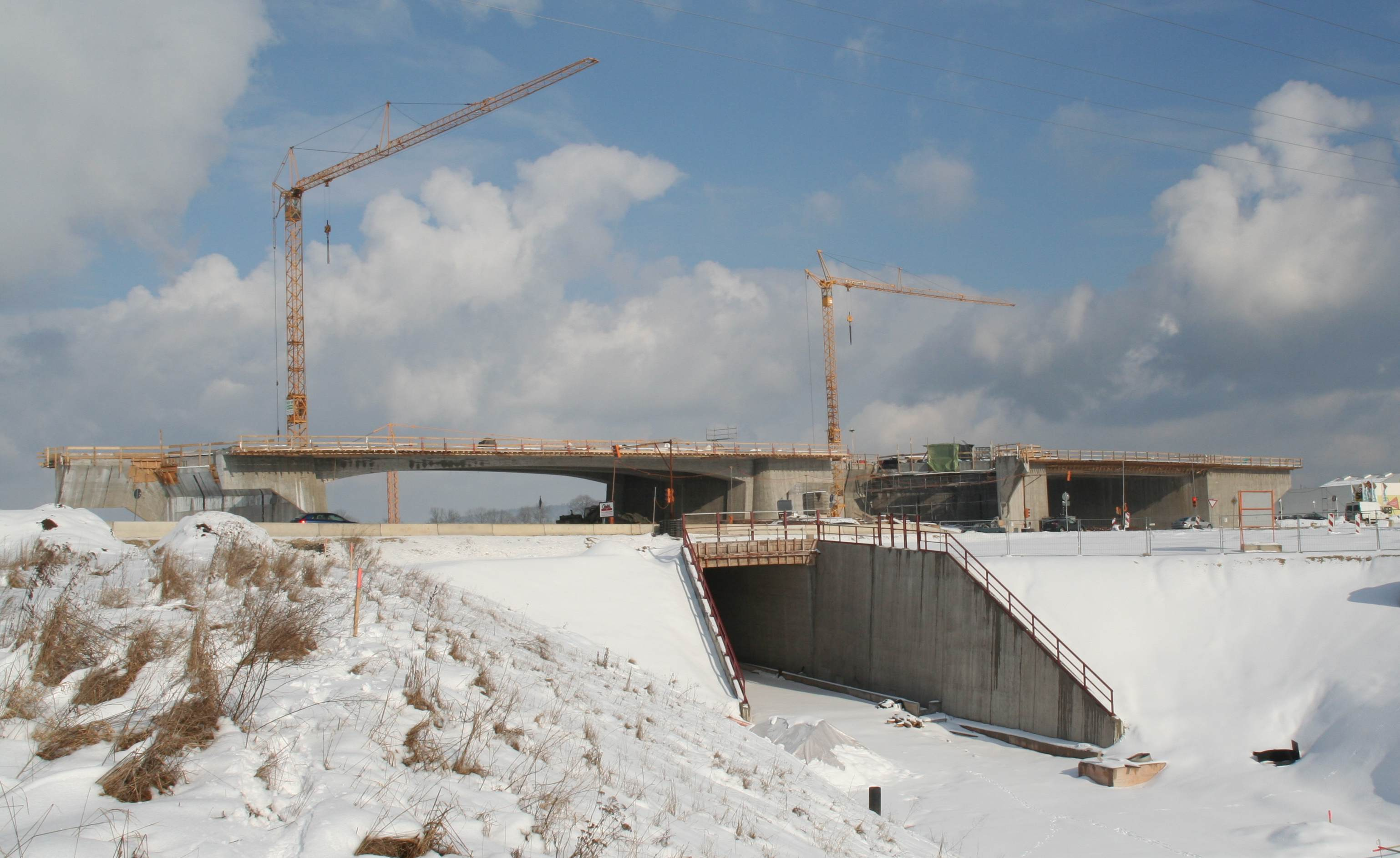
Unterquerung der A 73 im Bau (2006)
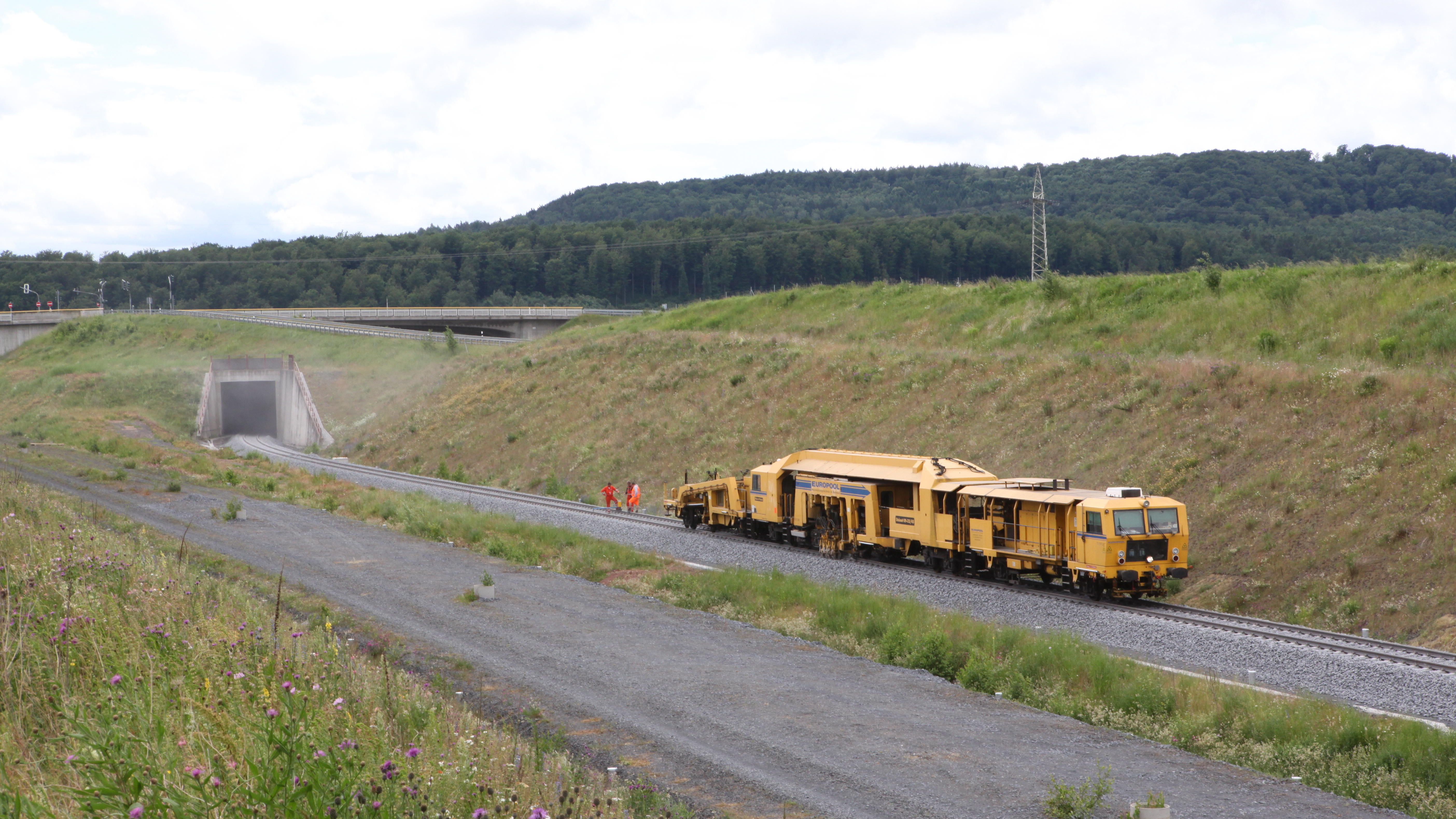
Gleisbauarbeiten auf der Verbindungskurve, mit Blick Richtung Coburg. Auf der Neubaustrecke (vorne) sind noch keine Gleise verlegt (Juni 2013)
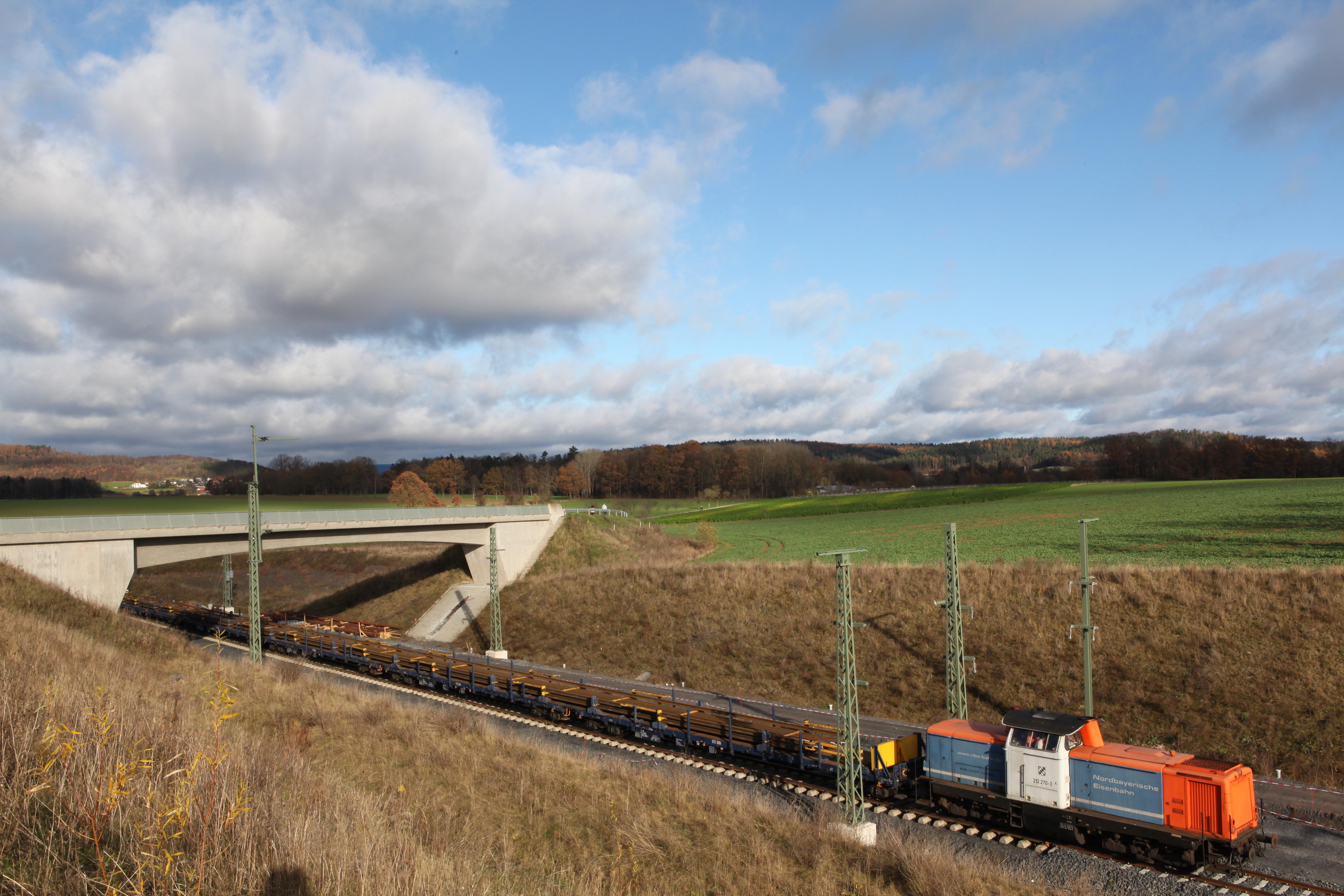
Schienentransportzug am nördlichen Ende der Verbindungskurve, am Übergang zur Neubaustrecke (November 2013)

### Betrieb
Die Inbetriebnahme war im Dezember 2017. Zunächst fuhren täglich drei ICE-Zugpaare über die Verbindungskurve. Zum Fahrplanwechsel im Dezember 2019 kam ein viertes Zugpaar dazu.
Seit 9. Juni 2024 fahren zusätzlich fünf Regionalexpress-Zugpaare pro Tag über die Verbindungskurve. Zusammen mit den ICE-Zügen entstand damit ein Zwei-Stunden-Takt zwischen Coburg und Erfurt. In dem im Juni 2020 vorgelegten dritten Gutachterentwurf des Deutschlandtakts ist jeweils zweistündlicher Regional- und Fernverkehr über die Kurve hinterlegt.
Güterzüge, die technisch bedingt längere Bremswege haben, sollten aufgrund von Randbedingungen der Zugbeeinflussung (ETCS) zunächst nicht über die Kurve fahren können. Die nachträglich beauftragte Nachrüstung dieser Fahrmöglichkeit kostete 40.000 Euro.

## Technik
Der Oberbau der Strecke ist größtenteils als Schotteroberbau ausgeführt, am Übergang zur Neubaustrecke liegt ein kurzes Stück Feste Fahrbahn.

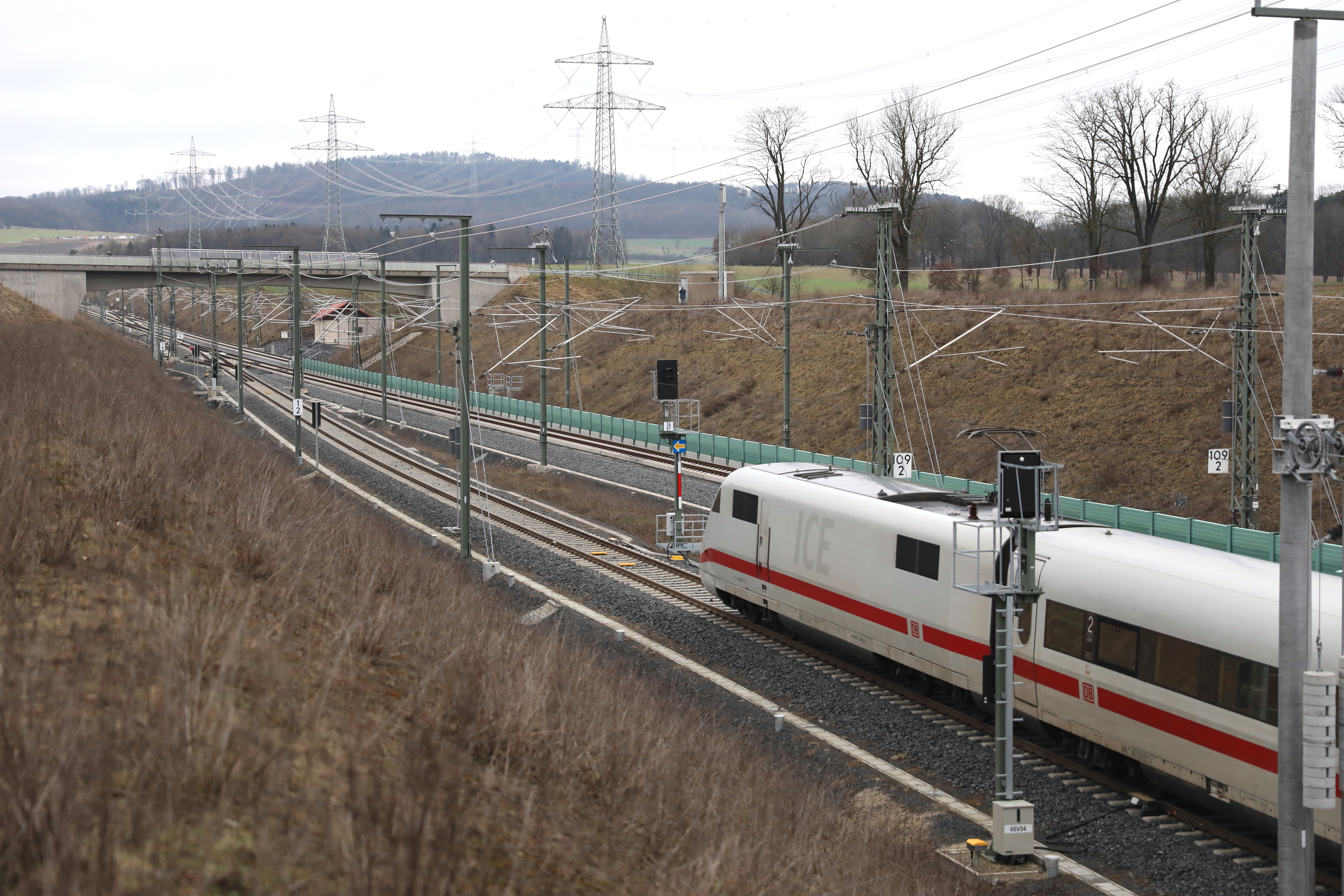
Dunkel geschaltetes Zufahrtsicherungssignal (Richtung Erfurt)

Die Strecke wird aus der Betriebszentrale München über die ESTW-Zentrale Coburg fernbedient. Auf der Strecke ist ein Zufahrtsicherungssignal vorhanden, das durch ein Elektronisches Stellwerk der Neubaustrecke gesteuert wird.
Der Übergang von der konventionellen Leit- und Sicherungstechnik (Ks, PZB) zur ETCS führt dazu, dass Züge Richtung Neubaustrecke zeitweise abbremsen müssen und die eigentlich zulässige Geschwindigkeit von 100 km/h nicht durchgehend fahren können. Dies hat folgenden Hintergrund: Auf der Kurve stehen Richtung Neubaustrecke zwei Hauptsignale. Am ersten erfolgt der ETCS-Einstieg in ETCS Level 2, das Folgesignal ist bereits das Zufahrtsicherungssignal, das für konventionelle Züge „Halt“ zeigt und nur von ETCS-Level-2-geführten Zügen überfahren werden darf. Da der Einstieg erst am vorgelagerten (ersten) Hauptsignal erfolgen kann, zeigt dieses stets „Fahrt, Halt erwarten“, womit zunächst eine Bremsung eingeleitet werden muss. Nachdem der erfolgreiche Übergang nach ETCS Level 2 der Strecke bekannt wurde, kann das Zufahrtsicherungssignal dunkel geschaltet werden und der Zug anschließend wieder beschleunigen.